# Schülp bei Rendsburg
Schülp bei Rendsburg, Schülp b. Rendsburg (duń. Scullebi) – miejscowość i gmina w Niemczech, w kraju związkowym Szlezwik-Holsztyn, w powiecie Rendsburg-Eckernförde, wchodzi w skład urzędu Jevenstedt.